# Двусемеделни
Двусемеделните (Magnoliopsida) са клас растения принадлежащи към отдел Покритосеменни (Magnoliophyta). Включва в себе си най-разнообразни по външен вид и размери видове, от едногодишни растения до дървета. Някои от видовете са ценни за човека, като селскостопански култури. Двусемеделните се отличават от едносемеделните по наличието на два странично разположени семедела.
Съвременните изследвания показват, че групата на двусемеделните растения е парафилетична, което противоречи на критерия за еднородност в систематичната таксономия. Класификациите на Групата по филогения на покритосеменните (APG) от 1998 и 2003 идентифицират в рамките на двусемеделните монофилетичната група еудикоти, включваща повечето видове, а останалите двусемеделни не са добре класифицирани. В тях двусемеделните растения са разделени на 7 основни групи – едносемеделни, еудикоти, магнолииди, Amborellales, Nymphaeales, Austrobaileyales, Chloranthales и Ceratophyllales, като първите три нямат таксономичен статут.